# Маньчжурські мішані ліси
Маньчжурські мішані ліси — екорегіон, що охоплює лісисті пагорби, які оточують річкові рівнини Північного Китаю, Росії, Північної та Південної Корей.
Екорегіон має декілька рідкісних видів через відносну ізольованість, різноманітність середовища проживання, з мішаними лісами з монгольського дубу та корейської сосни.
Оскільки гори підносяться над регіоном з трьох сторін, а внизу — рівнини та водно-болотні угіддя, ця територія підтримує високе біорізноманіття як перехідна зона.

## Розташування та опис
Екорегіон займає середні схили трьох навколишніх гірських хребтів: східні схили гір Великого Хінгану, південні схили Малого Хінгану та західні схили гір Чанбайшань.
Південна частина екорегіону оточує екорегіон мішаних лісів Чанбайшаню, тоді як середня частина оточує більшу частину екорегіону листяних лісів Маньчжурської рівнини, а північна половина екорегіону межує з нижнім західним сектором Амурського лучного степу.

## Клімат
Клімат екорегіону — вологий континентальний клімат, з теплим літом (за класифікацією клімату Кеппена (Dwb)), з сухою зимою.
Цей клімат характеризується великими сезонними перепадами температур і теплим літом (принаймні чотири місяці з середньою температурою вище 10 °C, але жодного місяця з середньою температурою вище 22 °C.

Кількість опадів варіюється в залежності від місця розташування, коливається від 500 до 1000 мм/рік.
Літо та осінь — вологий сезон.

## Флора
Оскільки екорегіон розташовано між 37 до 53 ° N, його ліси містять більше хвойних порід, ніж листяні ліси на півдні.
Варто відзначити: Pinus koraiensis, Pinus sylvestris, Abies holophylla, Picea obovata, Quercus mongolica, Fraxinus mandschurica, Tilia amurensis, Ulmus laciniata

## Заповідні території
На 2017 рік: 57 139 км², або 11 % екорегіону, є заповідником.
Серед заповідників варто відзначити:
Національний парк Земля леопарда, Росія та національний парк Сораксан у Південній Кореї.